# Dolores Huesca Rodríguez
María Dolores Huesca Rodríguez (Alacant, 1971-2011) fou una advocada i política socialista valenciana. Llicenciada en dret i militant del PSPV-PSOE, fou Secretària de benestar social i moviments migratoris de la comissió executiva d'Alacant del PSPV-PSOE, membre del comitè federal del PSOE i assessora legal del grup municipal socialista de l'ajuntament d'Alacant. Fou escollida diputada a les eleccions a les Corts Valencianes de 2007 i 2011.
Va morir a causa d'un càncer de pit el 10 d'octubre de 2011 a l'edat de 40 anys i va ser substituïda a les Corts per Modesta Salazar Agulló.